# 阿部真由美
阿部 真由美（あべ まゆみ、9月23日 - ）は、日本のフリーアナウンサー。

## 来歴
福井県福井市出身。福井県立高志高等学校、関西大学卒業。高校時代にはハンドボール部に所属していた。
ラジオでは、福井放送の番組を中心に活動。番組によっては、すべて平仮名表記のあべ まゆみ名義で担当することもある。
私生活では2002年に結婚。そして2007年3月に長女が誕生し、1児の母になる。

### ラジオ番組での活動
『午後はとことんワイド』出演当時の2009年には、サークルKサンクスのコラボレーション企画により、『おじゃまっテレ』出演者のゆのせ徹朗とともにFBCオリジナルのコンビニ弁当2品を考案した。これらは、同年6月30日から7月13日まで北陸3県のサークルKサンクス各店で販売された。
また、同番組内ならびにその後継番組『午後はとことん よろず屋ラジオ』内で放送されていた「パールライスのあべちゃんたんぼう日記」での企画により、2009年から2010年まで米作りを体験。水田の所有者とJA福井市の職員たちの指導の下、田植え・雑草取り・稲刈り・はさがけに至るまでを番組のディレクターやリスナーたちと行った。2年目には、『よろず屋ラジオ』月曜担当のさかいちよみ。と火曜担当の岩本和弘も米作りに参加した。

### その他の活動
利用者に日本各地のさまざまな方言や外国語で語りかけるダイドードリンコの『おしゃべり自販機』シリーズで、『福井弁編』おしゃべり機能のボイスを担当した。

## 担当番組
企画ネット番組の『歌のない歌謡曲』も含めてすべてFBCラジオの番組。
- あべまゆみのおしゃべりST@TION - パーソナリティ（2001年4月 - 2003年9月）[4]
- FBCラジオ土曜スペシャル - 不定期パーソナリティ[5]
- 午後はとことんワイド
  - 月曜「パワー全開！あべちゃんパラダイス」パーソナリティ（2003年9月 - 2007年1月）[Blog 8]
  - 木曜「あべちゃんの笑顔に会いたい木曜日」パーソナリティ（2008年4月 - 2010年4月）[Blog 9][Blog 10]
- 歌のない歌謡曲 - FBCラジオ版パーソナリティ[6]
- 夜の井戸端会議〜奥様はマジ〜 - パーソナリティ（2005年10月 - 2006年4月）[Blog 11]
- 午後はとことん よろず屋ラジオ - 金曜パーソナリティ（2010年4月 - 2024年3月）[Blog 10][Blog 12]
- ラジ+ (TAS) - 水曜パーソナリティ（2024年4月 - ）[Blog 13]

### ブログ出典
1. 1 2  阿部真由美 (2011年1月7日). “あけましておめでとうございます”.   福井放送. 2024年7月1日閲覧。
2. ↑  阿部真由美 (2009年1月9日). “笑う門には福来る 笑顔でいきましょう”.   福井放送. 2024年7月1日閲覧。
3. ↑  阿部真由美 (2007年3月26日). “想像を絶する痛み、苦しみ… まさに死闘でした!?”.   福井放送. 2019年1月1日閲覧。
4. ↑  阿部真由美 (2009年5月15日). “午後からの元気の源は…”.   福井放送. 2024年7月1日閲覧。2009年5月22日から同年7月10日までの記事にもコンビニ弁当関連の記述あり。
5. ↑  阿部真由美 (2009年6月30日). “ゆのせ＆あべちゃん弁当、いよいよ今日から発売開始！”.   福井放送. 2024年7月1日閲覧。
6. ↑  阿部真由美. “あべちゃんのたんぼう日記”.   福井放送. 2019年5月20日閲覧。当時リンク先に存在した記事全ての記述からの参考。
7. ↑  阿部真由美. “とことん！たんぼう日記”.   福井放送. 2019年5月20日閲覧。当時リンク先に存在した記事全ての記述からの参考。
8. ↑  阿部真由美 (2007年1月29日). “とりあえず…頑張ってきま〜す。”.   福井放送. 2019年5月20日閲覧。
9. ↑  阿部真由美 (2008年4月3日). “春からまたよろしくお願い致します。”.   福井放送. 2019年5月20日閲覧。
10. 1 2  阿部真由美 (2010年4月2日). “頭の体操に役立ちましたか？”.   福井放送. 2024年7月1日閲覧。
11. ↑  阿部真由美 (2005年10月7日). “土曜の夜は井戸端会議にキマリ!!”.   福井放送. 2019年5月20日閲覧。
12. ↑  阿部真由美 (2024年3月29日). “よろず屋にお付き合いいただき、ありがとうございました！”.   福井放送. 2024年7月1日閲覧。
13. ↑  阿部真由美 (2024年4月9日). “週の真ん中水曜日にぜひ！”.   福井放送. 2024年7月1日閲覧。

### 上記以外の出典
1. ↑  福井放送 もんじゅフォーラム事務局 (2018年). “もんじゅフォーラム in 美浜” (PDF).  美浜町. 2019年1月2日時点のオリジナルよりアーカイブ。2024年7月1日閲覧。
2. 1 2  “午後はとことんワイド”.   福井放送. 2003年12月20日時点のオリジナルよりアーカイブ。2024年7月1日閲覧。
3. ↑  “おしゃべり自販機紹介”. 自販機のご紹介.   ダイドードリンコ. 2016年6月18日時点のオリジナルよりアーカイブ。2024年7月1日閲覧。
4. ↑  “あべまゆみのおしゃべりST@TION”.   福井放送. 2003年4月21日時点のオリジナルよりアーカイブ。2019年1月1日閲覧。
5. ↑  “FBC-i【月間タイムテーブル(RADIO)】”.   福井放送. 2004年4月4日時点のオリジナルよりアーカイブ。2019年5月20日閲覧。タイムテーブル欄外に記述あり。
6. ↑  “歌のない歌謡曲”.   福井放送. 2004年10月20日時点のオリジナルよりアーカイブ。2019年1月1日閲覧。